# Katja Czellnik
Katja Czellnik (* 6. August 1966 in Hamburg) ist eine deutsche Musiktheaterregisseurin und  Lehrbeauftragte an der Berliner Universität der Künste.

## Leben
Czellnik studierte von 1986 bis 1990 Musiktheater-Regie an der Hamburger Staatlichen Hochschule für Musik und darstellende Kunst unter Götz Friedrich. Ihr Studium schloss sie mit Wolfgang Rihms Jakob Lenz in der Opera Stabile der Hamburger Staatsoper ab. Parallel zum Regiestudium studierte sie auch Schauspiel. 
1990 wurde Katja Czellnik Regieassistentin und Abendspielleiterin für das Musiktheater am Staatstheater Braunschweig. An den nachfolgend aufgeführten Häusern konnte man bisher Inszenierungen von ihr sehen: Staatstheater Braunschweig, Oldenburgisches Staatstheater, Theater Bielefeld, Theater Dortmund, Opernhaus Hannover, Städtische Bühnen Nürnberg, Theater Basel, Volksoper Wien und Staatstheater Darmstadt.
Während der Intendanz von Kirsten Harms an der Oper Kiel gehörte Katja Czellnik zum festen Stamm der Regisseure. Mit ihren hier gezeigten sechs Arbeiten erregte sie deutliches überregionales Interesse: Der Rattenfänger (Wilfried Hiller), Cristoforo Colombo (Alberto Franchetti), Edipo Re und Pagliacci (Ruggero Leoncavallo), I capricci di Callot (Gian Francesco Malipiero), María de Buenos Aires (Astor Piazzolla) und Eduard auf dem Seil  (Wilfried Hiller). Diese Inszenierungen trugen maßgeblich zum Gepräge der Oper Kiel bis 2003 bei.
Bei den Bregenzer Festspielen inszenierte Czellnik Giulietta (Bohuslav Martinů); mittlerweile gehört sie zum Regiestamm der Komischen Oper Berlin, wo bislang ihre Deutungen von Peter Grimes, María de Buenos Aires und Paul Dessaus Die Verurteilung des Lukullus zu sehen waren.
Katja Czellnik ist Lehrbeauftragte an der Berliner Universität der Künste mit dem Lehrgebiet Analyse zeitgenössischer Schauspieltexte / Bühnenbildkonzepte. Sie betreut regelmäßig szenische Arbeiten in wechselnden Kooperationen mit der Universität der Künste Berlin, der Ernst Busch-Schule, der Hanns Eisler-Schule und dem Hamburger Institut für Regie. 
Seit dem Jahr 2009 arbeitet sie auch im Bereich Videoperformance.

## Ehrungen
- 1997:  Dr.-Otto-Kasten-Preis[4]